# Pinnacle Motorsport
Pinnacle Motorsport est une écurie automobile basée aux Philippines, disposant d'une licence irlandaise et fondée en 2016 par les anciens pilotes irlandais John O'Hara et Gary Thompson. L'équipe participe à diverses compétitions internationales,.
Bien que l'équipe ait commencé à utiliser le nom PRT Racing lors de la Formule Masters de Chine en 2016 et des épreuves sprint et endurance LMP3 de l'Asian Le Mans Series 2016-2017, elle adopte le nom Pinnacle Motorsport à partir de 2017,,. Une participation plus approfondie en monoplace a lieu dans les championnats de Chine de Formule 4 et d'Asie de Formule 3,.

## Histoire

### Création de l'équipe
L'écurie est fondée en 2016 par les anciens pilotes irlandais John O'Hara et Gary Thompson. Les deux ont précédemment évolué en Formule 3 : O'Hara a remporté une course en Formule 3 asiatique et a représenté l'Irlande en A1 Grand Prix, tandis que Thompson a été engagé en Formule 3 japonaise et en Championnat d'Europe de Formule 3 2013,.

### Formule Masters de Chine
Pour sa première saison sous son propre nom, l'équipe a couru sous l'appellation Cebu Pacific Air by PRT, avec trois voitures initialement annoncées pour la première manche de la saison 2016, pilotées par Kim Jeong-tae, Nick Rowe et "Jeffrey" Ye Junhui. ls ont remporté les trois victoires lors de la manche d'ouverture à Shanghai.
La saison 2017 marque le changement de nom en Pinnacle Motorsport, tout en conservant le sponsor Cebu Pacific Air. L'équipe débute à nouveau la saison avec trois voitures, confiées à Taylor Cockerton, Antolin Gonzales et Ben Grimes.

### Asian Le Mans Series
PRT Racing a participé à la fois à l'Asian Le Mans Sprint Cup 2016 et à la série d'endurance 2016-2017, avec le propriétaire de l'équipe, Ate de Jong, et le pilote officiel Ginetta, Charlie Robertson, au volant de la Ginetta n°67 dans la catégorie LMP3,. Lors des trois manches et six courses disputées à Sepang en Sprint Cup, l'équipe a décroché une victoire et deux autres podiums,. La même voiture et le même équipage de pilotes ont été conservés pour l'Endurance Series, avec l'ajout de Martin Rump pour les deux premières manches.

### Championnat de Chine de Formule 4
Après avoir disputé la première manche du Championnat US de F4 2018, Jordan Dempsey a rejoint le Championnat de Chine Formule 4 avec l'équipe Pinnacle Motorsport. Avec un total de huit victoires, quatorze podiums et 320 points, il remporte le titre pilote.

### Championnat d'Espagne de Formule 4
Pour la saison 2021, Pinnacle a annoncé qu'ils rejoindraient la grille du Championnat d'Espagne de Formule 4 avec Alex Dunne. Ensemble, ils ont décroché la pole position et monté sur le podium lors de leur premier week-end à Spa-Francorchamps,.

## Résultats en championnats

### Championnat du Moyen-Orient de Formule Régionale
| Saison | Voiture         | Pilotes                  | Course | Vic. | Poles | M/T | Podiums | Points | C.P | C.C |
| ------ | --------------- | ------------------------ | ------ | ---- | ----- | --- | ------- | ------ | --- | --- |
| 2023   | Tatuus F3 T-318 | Pepe Martí               | 12     | 2    | 0     | 0   | 2       | 79     | 7e  | 4e  |
| 2023   | Tatuus F3 T-318 | Rafael Villagómez        | 12     | 0    | 0     | 0   | 1       | 44     | 13e | 4e  |
| 2023   | Tatuus F3 T-318 | Tasanapol Inthraphuvasak | 14     | 0    | 0     | 0   | 1       | 19     | 19e | 4e  |
| 2023   | Tatuus F3 T-318 | Niels Koolen             | 15     | 0    | 0     | 0   | 0       | 0      | 31e | 4e  |
| 2023   | Tatuus F3 T-318 | Ayato Iwasaki            | 3      | 0    | 0     | 0   | 0       | 0      | 37e | 4e  |
| 2024   | Tatuus F3 T-318 | Mari Boya                | 15     | 0    | 0     | 2   | 3       | 112    | 5e  | 4e  |
| 2024   | Tatuus F3 T-318 | Alexander Abkhazava      | 15     | 0    | 0     | 0   | 0       | 20     | 15e | 4e  |
| 2024   | Tatuus F3 T-318 | Giovanni Maschio         | 15     | 0    | 0     | 0   | 0       | 2      | 21e | 4e  |
| 2024   | Tatuus F3 T-318 | Finley Green             | 11     | 0    | 0     | 0   | 0       | 0      | 34e | 4e  |
| 2025   | Tatuus F3 T-318 | Ernesto Rivera           |        |      |       |     |         |        |     |     |
| 2025   | Tatuus F3 T-318 | Jesse Carrasquedo Jr.    |        |      |       |     |         |        |     |     |
| 2025   | Tatuus F3 T-318 | Finley Green             |        |      |       |     |         |        |     |     |
| 2025   | Tatuus F3 T-318 | Giovanni Maschio         |        |      |       |     |         |        |     |     |
| 2025   | Tatuus F3 T-318 | Yuanpu Cui               |        |      |       |     |         |        |     |     |
| 2025   | Tatuus F3 T-318 | Hiyu Yamakoshi           |        |      |       |     |         |        |     |     |

### Trophée de Formule EAU
| Saison | Voiture        | Pilote         | Courses | Victoires | Poles | M/T | Podiums | Points | C.P | C.C |
| ------ | -------------- | -------------- | ------- | --------- | ----- | --- | ------- | ------ | --- | --- |
| 2024   | Tatuus F4-T421 | Gustav Jonsson | 7       | 1         | 0     | 0   | 3       | 66     | 4e  | ?   |
| 2024   | Tatuus F4-T421 | Davide Larini  | 3       | 0         | 0     | 0   | 0       | 10     | 15e | ?   |
| 2024   | Tatuus F4-T421 | Wang Yuzhe     | 7       | 0         | 0     | 0   | 0       | 0      | 22e | ?   |

### Championnat du Moyen-Orient de Formule 4
| Saison | Voiture        | Pilotes           | Courses | Vic. | Poles | M/T | Podiums | Points | C.P | C.C |
| ------ | -------------- | ----------------- | ------- | ---- | ----- | --- | ------- | ------ | --- | --- |
| 2025   | Tatuus F4-T421 | Wang Yuzhe        |         |      |       |     |         |        |     |     |
| 2025   | Tatuus F4-T421 | Kyuho Lee         |         |      |       |     |         |        |     |     |
| 2025   | Tatuus F4-T421 | Yuta Suzuki       |         |      |       |     |         |        |     |     |
| 2025   | Tatuus F4-T421 | Georgy Zhuravskiy |         |      |       |     |         |        |     |     |

## Anciens championnats

### Formula Masters de Chine
| Saison | Voiture      | Pilotes                | Courses | Vic. | Poles | M/T | Podiums | Points | C.P  | C.C |
| ------ | ------------ | ---------------------- | ------- | ---- | ----- | --- | ------- | ------ | ---- | --- |
| 2016   | Tatuus FA010 | Kim Jeong Tae          | 18      | 1    | 1     | 1   | 8       | 134    | 4th  | 2e  |
| 2016   | Tatuus FA010 | Nick Rowe              | 3       | 2    | 2     | 1   | 2       | 38     | 9th  | 2e  |
| 2016   | Tatuus FA010 | 'Jeffrey' Ye Junhui    | 6       | 0    | 0     | 0   | 1       | 34     | 10th | 2e  |
| 2016   | Tatuus FA010 | Thomas Swift           | 9       | 0    | 0     | 0   | 0       | 8      | 11th | 2e  |
| 2017   | Tatuus FA010 | Taylor Cockerton       | 18      | 5    | 4     | 5   | 13      | 221    | 1st  | 2e  |
| 2017   | Tatuus FA010 | Ben Grimes             | 18      | 0    | 0     | 0   | 2       | 75     | 8th  | 2e  |
| 2017   | Tatuus FA010 | Antolín González       | 11      | 0    | 0     | 0   | 0       | 27     | 11th | 2e  |
| 2017   | Tatuus FA010 | 'Billy' Zheng Jiannian | 4       | 0    | 0     | 0   | 0       | 6      | 14th | 2e  |

### Asian Le Mans Series

#### Sprint Cup
| Saison | Nom        | No. | Catégorie | Voiture            | Pilotes                       | SEP1 | SEP1 | SEP2 | SEP2 | SEP3 | SEP3 | Points | Team Pos. |
| ------ | ---------- | --- | --------- | ------------------ | ----------------------------- | ---- | ---- | ---- | ---- | ---- | ---- | ------ | --------- |
| 2016   | PRT Racing | 67  | LMP3      | Ginetta-Juno P3-15 | Ate de Jong Charlie Robertson | 3    | 4    | 3    | 1    | 4    | Ret  | 86     | 2nd       |

#### Endurance Series
| Saison  | Nom        | No. | Class | Voiture            | Pilotes                                         | ZHU | FUJ | CHA | SEP | Points | Team Pos. |
| ------- | ---------- | --- | ----- | ------------------ | ----------------------------------------------- | --- | --- | --- | --- | ------ | --------- |
| 2016–17 | PRT Racing | 67  | LMP3  | Ginetta-Juno P3-15 | Ate de Jong Charlie Robertson Martin Rump (1-2) | Ret | 5   | 4   | Ret | 22     | 8         |

### Championnat de Chine de Formule 4
| Saison | Voiture       | Pilotes        | Courses | Vic. | Poles | M/T | Podiums | Points | C.P | C.C |
| ------ | ------------- | -------------- | ------- | ---- | ----- | --- | ------- | ------ | --- | --- |
| 2018   | Mygale M14-F4 | Jordan Dempsey | 18      | 8    | 3     | 14  | 14      | 320    | 1er | 2e  |

### Formule 3 Asian Winter Series
| Saison | Voiture         | Pilotes             | courses | Vic. | Poles | M.T | Podiums | Points | C.P  | C.C |
| ------ | --------------- | ------------------- | ------- | ---- | ----- | --- | ------- | ------ | ---- | --- |
| 2019   | Tatuus F3 T-318 | Akash Nandy         | 9       | 0    | 0     | 0   | 0       | 62     | 7th  | 3e  |
| 2019   | Tatuus F3 T-318 | David Schumacher    | 6       | 0    | 0     | 0   | 1       | 43     | 8th  | 3e  |
| 2019   | Tatuus F3 T-318 | Amaury Cordeel      | 6       | 0    | 0     | 0   | 0       | 22     | 10th | 3e  |
| 2019   | Tatuus F3 T-318 | Victor Martins      | 3       | 0    | 0     | 0   | 2       | 0      | NC†  | 3e  |
| 2019   | Tatuus F3 T-318 | Christian Lundgaard | 3       | 0    | 0     | 0   | 0       | 0      | NC†  | 3e  |

† En tant qu'invités, Martins et Lundgaard étaient inéligibles pour scorer des points.

### Championnat d'Asie de Formule 3/Championnat d'Asie de Formule Régionale
| Saison  | Voiture         | Pilote              | Course | Vic. | Poles | M.T | Podiums | Points | C.P  | C.C |
| ------- | --------------- | ------------------- | ------ | ---- | ----- | --- | ------- | ------ | ---- | --- |
| 2018    | Tatuus F3 T-318 | Liam Lawson         | 3      | 3    | 2     | 3   | 3       | 75     | 8th  | 5e  |
| 2018    | Tatuus F3 T-318 | Daniel Cao          | 3      | 0    | 0     | 0   | 0       | 7      | 19th | 5e  |
| 2019    | Tatuus F3 T-318 | Jordan Dempsey      | 12     | 0    | 0     | 0   | 2       | 83     | 7th  | 4e  |
| 2019    | Tatuus F3 T-318 | Ayrton Simmons      | 6      | 0    | 0     | 0   | 0       | 40     | 10th | 4e  |
| 2019    | Tatuus F3 T-318 | Tommy Smith         | 15     | 0    | 0     | 0   | 0       | 11     | 18th | 4e  |
| 2019-20 | Tatuus F3 T-318 | Jack Doohan         | 15     | 5    | 4     | 5   | 10      | 229    | 2nd  | 2e  |
| 2019-20 | Tatuus F3 T-318 | Pietro Fittipaldi   | 15     | 0    | 0     | 0   | 1       | 119    | 5th  | 2e  |
| 2019-20 | Tatuus F3 T-318 | Sebastián Fernández | 6      | 1    | 1     | 1   | 2       | 96     | 8th  | 2e  |
| 2019-20 | Tatuus F3 T-318 | Dominic Ang         | 1      | 0    | 0     | 0   | 0       | 0      | NC   | 2e  |
| 2021    | Tatuus F3 T-318 | Pierre-Louis Chovet | 15     | 6    | 2     | 3   | 7       | 241    | 2nd  | 4e  |
| 2021    | Tatuus F3 T-318 | Alessio Deledda     | 15     | 0    | 0     | 0   | 0       | 9      | 15th | 4e  |
| 2021    | Tatuus F3 T-318 | Alexandre Bardinon  | 15     | 0    | 0     | 0   | 0       | 0      | 20th | 4e  |
| 2021    | Tatuus F3 T-318 | Matthias Lüthen     | 9      | 0    | 0     | 0   | 0       | 0      | 26th | 4e  |
| 2022    | Tatuus F3 T-318 | Pepe Martí          | 15     | 0    | 0     | 2   | 5       | 158    | 2nd  | 3e  |
| 2022    | Tatuus F3 T-318 | Dilano van 't Hoff  | 12     | 0    | 1     | 0   | 1       | 51     | 13th | 3e  |
| 2022    | Tatuus F3 T-318 | Ayato Iwasaki       | 15     | 0    | 0     | 0   | 0       | 0      | 27th | 3e  |
| 2022    | Tatuus F3 T-318 | Salih Yoluç         | 15     | 0    | 0     | 0   | 0       | 0      | 36th | 3e  |

### Championnat d'Espagne de Formule 4
| Saison | Voiture        | Pilotes             | Courses | Vic. | Poles | M/T | Podiums | Points | C.P  | C.C |
| ------ | -------------- | ------------------- | ------- | ---- | ----- | --- | ------- | ------ | ---- | --- |
| 2021   | Tatuus F4-T014 | Alex Dunne          | 9       | 0    | 1     | 0   | 1       | 30     | 17th | 8th |
| 2022   | Tatuus F4-T421 | Ricardo Escotto     | 17      | 0    | 0     | 0   | 0       | 4      | 22nd | 9th |
| 2022   | Tatuus F4-T421 | Anshul Gandhi       | 12      | 0    | 0     | 0   | 0       | 0      | 28th | 9th |
| 2022   | Tatuus F4-T421 | Nelson Neto         | 3       | 0    | 0     | 0   | 0       | 0      | 33rd | 9th |
| 2022   | Tatuus F4-T421 | Gianmarco Pradel    | 3       | 0    | 0     | 0   | 0       | 0      | NC   | 9th |
| 2022   | Tatuus F4-T421 | Francisco Soldavini | 3       | 0    | 0     | 0   | 0       | 0      | NC   | 9th |

### Championnat d'Asie du Sud Est de Formule 4
| Saison | Voiture        | Pilotes              | Courses | Vic. | Poles | M/T | Podiums | Points | C.P  | C.C  |
| ------ | -------------- | -------------------- | ------- | ---- | ----- | --- | ------- | ------ | ---- | ---- |
| 2023   | Tatuus F4-T421 | Kai Daryanani        | 6       | 0    | 0     | 0   | 1       | 36     | 10th | 7th  |
| 2023   | Tatuus F4-T421 | Liu Kaishun          | 6       | 0    | 0     | 0   | 0       | 20     | 17th | 7th  |
| 2023   | Tatuus F4-T421 | Fu Yuhao             | 6       | 0    | 0     | 0   | 0       | 10     | 23rd | 7th  |
| 2023   | Tatuus F4-T421 | Ryuji Kumita"Dragon" | 3       | 0    | 0     | 0   | 0       | 2      | 27th | 10th |

### Championnat des Emirats Arabes Unis de Formule 4
| Saison | Voiture        | Pilotes        | Courses | Vic. | Poles | M/T | Podiums | Points | C.P  | C.C  |
| ------ | -------------- | -------------- | ------- | ---- | ----- | --- | ------- | ------ | ---- | ---- |
| 2022   | Tatuus F4-T421 | Robert de Haan | 12      | 0    | 0     | 0   | 0       | 0      | 30th | 12th |
| 2022   | Tatuus F4-T421 | Jules Castro   | 8       | 0    | 0     | 0   | 0       | 0      | 33rd | 12th |
| 2022   | Tatuus F4-T421 | Jef Machiels   | 12      | 0    | 0     | 0   | 0       | 0      | 39th | 12th |
| 2023   | Tatuus F4-T421 | Brando Badoer  | 9       | 0    | 0     | 1   | 1       | 69     | 6th  | 6th  |
| 2023   | Tatuus F4-T421 | Hiyu Yamakoshi | 6       | 0    | 0     | 0   | 0       | 8      | 22nd | 6th  |
| 2023   | Tatuus F4-T421 | Jack Beeton    | 15      | 0    | 0     | 0   | 0       | 6      | 23rd | 6th  |
| 2023   | Tatuus F4-T421 | Kai Daryanani  | 15      | 0    | 0     | 0   | 0       | 0      | 36th | 6th  |
| 2024   | Tatuus F4-T421 | Kai Daryanani  | 15      | 0    | 0     | 0   | 0       | 2      | 25th | 10th |
| 2024   | Tatuus F4-T421 | Hiyu Yamakoshi | 3       | 0    | 0     | 0   | 0       | 0      | 32nd | 10th |
| 2024   | Tatuus F4-T421 | Fu Yuhao       | 15      | 0    | 0     | 0   | 0       | 0      | 37th | 10th |

## Engagements
| Championnats actuels                             | Championnats actuels |
| ------------------------------------------------ | -------------------- |
| Championnat du Moyen-Orient de Formule Régionale | 2023–présent         |
| Trophée de Formule EAU                           | 2024–présent         |
| Championnat du Moyen-Orient de Formule 4         | 2025–présent         |
| Anciens championnats                             |                      |
| Formula Masters de Chine                         | 2016–2017            |
| Asian Le Mans Series                             | 2016–2017            |
| Championnat de Chine de Formule 4                | 2018                 |
| Formula Regional Asian Championship              | 2018–2022            |
| Championnat d'Espagne de Formule 4               | 2021–2022            |
| Championnat de Formule 4 EAU                     | 2022–2024            |
| Championnat d'Asie du Sud de Formule 4           | 2023                 |